# David Pittard
David Pittard, född den 29 januari 1992, är en brittisk racerförare.